# Adler-Apotheke (Gernrode)

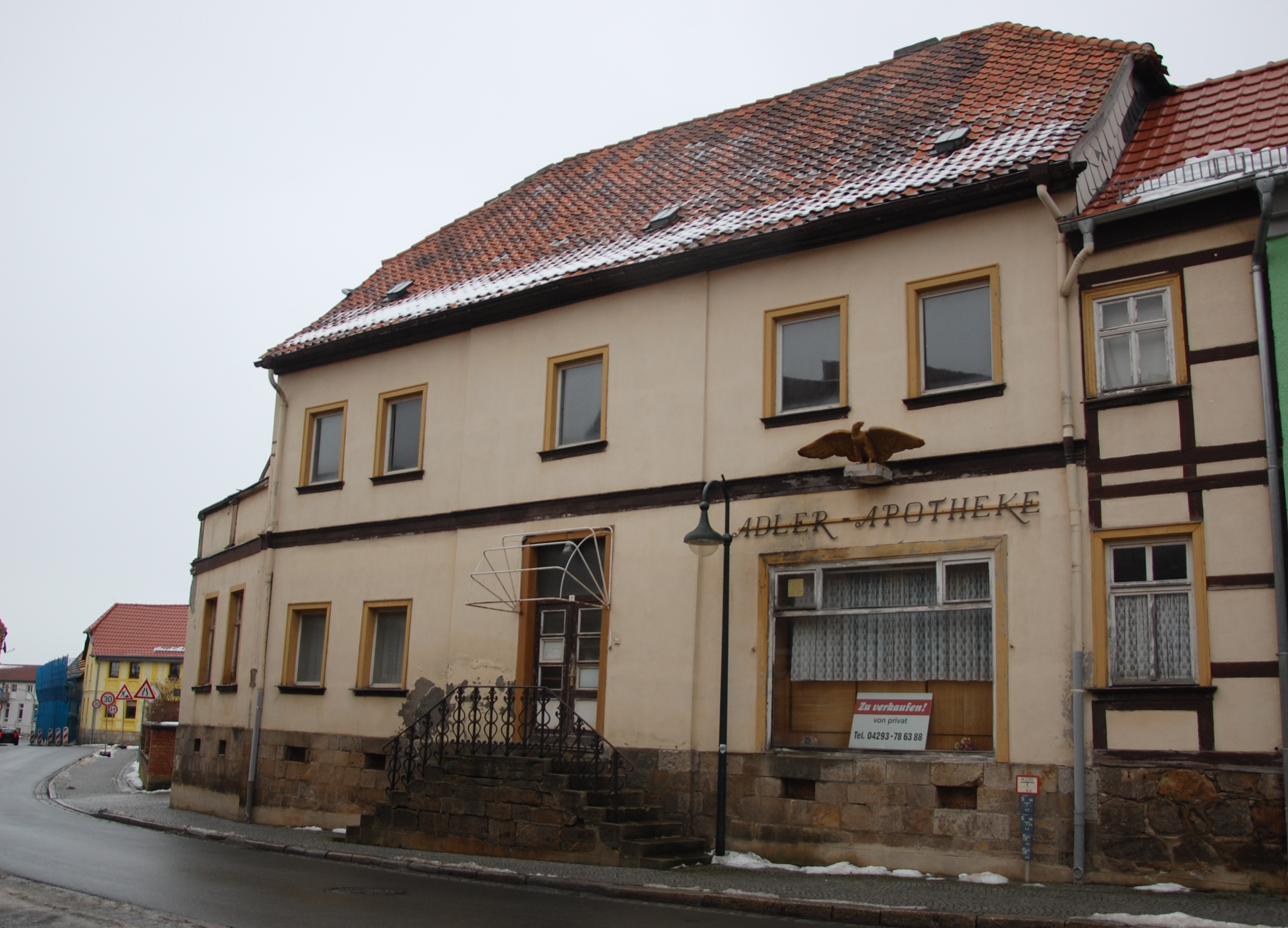
Adler-Apotheke

Die Adler-Apotheke ist ein denkmalgeschütztes Gebäude in dem zur Stadt Quedlinburg in Sachsen-Anhalt gehörenden Ortsteil Stadt Gernrode.

## Lage
Es befindet sich in der Gernröder Altstadt an der Adresse Marktstraße 7 unweit des Rathauses Gernrode und ist im örtlichen Denkmalverzeichnis als Apotheke eingetragen.

## Architektur und Geschichte
Das zweigeschossige verputzte Gebäude entstand im Jahr 1889 auf einem Sockel aus Sandstein. Die Hausnummer lautete zu diesem Zeitpunkt noch Nummer 54 und wurde später in Nummer 7 verändert. Das Gebäude ist schlicht gestaltet, die Fassade symmetrisch gegliedert. Zum Hauseingang führt eine Freitreppe. Vor der Westhälfte des Hauses befindet sich das Hauszeichen, ein Adler mit ausgebreiteten Flügeln.
Der Bauherr des Gebäudes war der Ballenstedter Hofapotheker Julius Meyer. Ein Onkel Meyers war der Gernröder Streichholzfabrikant Emil Paeßler. Mit dem Neubau verlor die seit 1691 bestehende bisherige Apotheke ihre Grundlage. Auf der Ostseite des Grundstücks verlief in einem Bogen eine Mauer, die das Areal von dem hier noch bis 1930 verlaufenden Scheelichenbach abgrenzte. Auf dieser Seite befanden sich auch Stallungen. Im Jahr 1896 übernahm Heinrich Oetken die Führung der Apotheke, der auch im Haus wohnte und es käuflich erwarb. Auf Oetken geht die Bezeichnung als Adler-Apotheke zurück. 1940 verpachtete Oetken die Apotheke auf zehn Jahre an Gottfried Ullrich. In der Zeit der DDR wurde die Apotheke verstaatlicht und von Gerhard Lemmler geleitet. Lemmler ging 1976 in Rente und durch Heinz Gröhl ersetzt. Im Februar 1995 wurde etwas weiter östlich, an der Adresse Marktstraße 2 die neue, moderne Cyriakus-Apotheke eröffnet. Die Adler-Apotheke schloss daraufhin, die Eheleute Gröhl zogen auch aus ihrer im Haus befindlichen Wohnung aus. Seitdem steht die Adler-Apotheke leer (Stand 2014).
Auf dem Hof des Grundstücks befindet sich eine in Fachwerkbauweise errichtete Scheune aus dem 19. Jahrhundert. 